# Beautiful Ohio
Beautiful Ohio è un film del 2006 diretto da Chad Lowe. Il film si basa sulla novella scritta da Ethan Canin.

## Riconoscimenti
- 2007 - Sarasota Film Festival
  - Breakthrough Performer a Michelle Trachtenberg.
  - Debut Director a Chad Lowe.